# 馬克·昆查
馬克·昆查 （英語：Mark Granger），通稱昆查，英格蘭裔，香港退役職業足球員，司職中場。於1995年起代表香港足球代表隊  
。現時擔任香港足球會足球部主席。

## 足球生涯
昆查早於1986年即赴香港工作，起初是玩票性質的港會主將，後來成為香港足球聯賽中型班的中流砥柱。
1995年，昆查更成功入選香港足球代表隊，可是昆查是地道的英國人並不符合資格代表香港參加1998年曼谷亞運。